# M59 155mmカノン砲

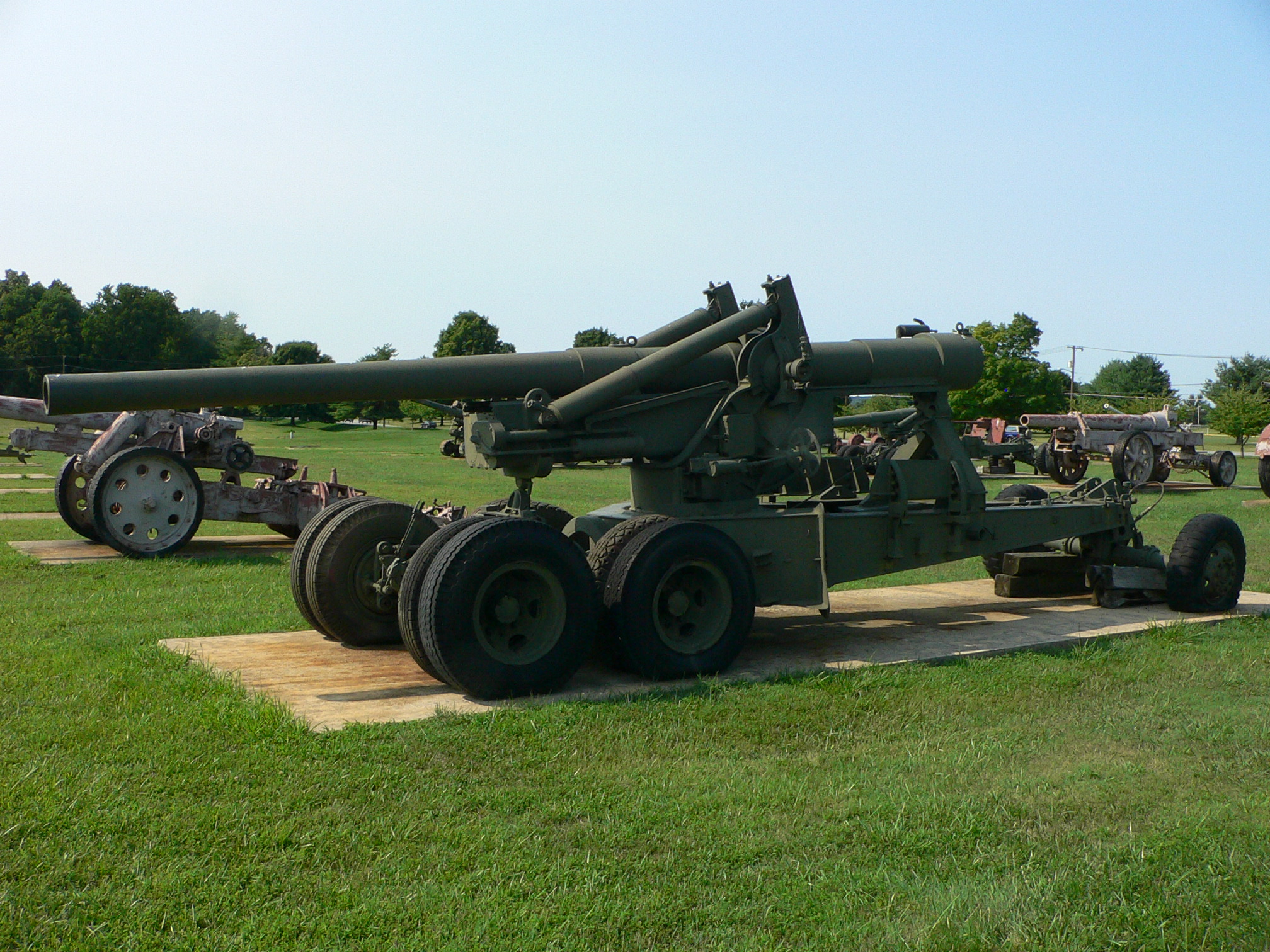
メリーランド州ミニスのアメリカ陸軍兵器博物館に展示されているM1"ロング・トム"155mmカノン砲

M9 154mmカノン砲（M59 155ミリカノンほう）もしくは、（M1/M2/M1A2） 155mmカノン砲は、アメリカ陸軍国家兵の使用していたカノン砲。リック・トムという愛称がある。

## 概要
第一次世界大戦の際にアメリカ軍が採用したフランス製GPF 155mmカノン砲の後継として設計され、第二次世界大戦では陸軍と海兵隊の双方が長距離砲撃に運用した。
沖縄戦の際には、24門（2個砲兵大隊）のM2ロング・トムが神山島に揚陸配備されて沖縄本島への砲撃を行った他、朝鮮戦争でも使用された。

## 陸上自衛隊での運用
陸上自衛隊では米軍供与品を、155mm加農砲M2として野戦特科部隊が保有しており、長きに渡って陸上自衛隊保有火砲で最長射程を誇っていた。
装備部隊
- 特科教導隊
  - 第5射撃中隊

## 諸元

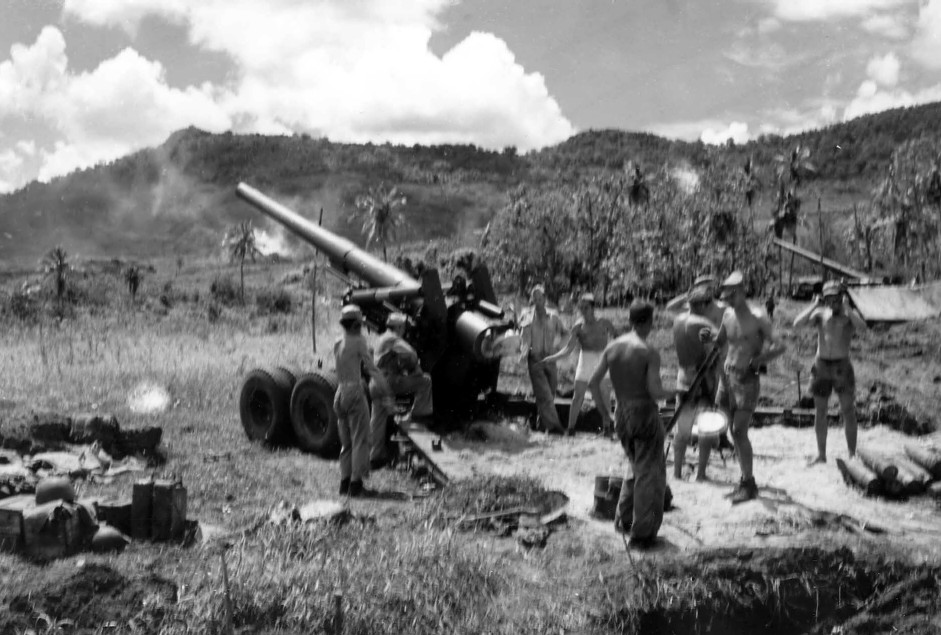
グアムで演習中の海兵隊のM59

- 口径：155mm
- 重量：13,500kg
- 全長：10,300mm
- 持続発射速度：40発/時
- 最大発射速度：1.5発/分
- 最大射程：23,500m（榴弾）
- 操作人員：19名

## 登場作品

### 映画
『地球防衛軍』
陸上防衛隊のカノン砲として登場。2門が、第一次ミステリアンドーム攻撃時に投入されて砲撃を行い、ドームに多数の命中弾を与える。しかし効果はなく、逆にミステリアンドームから怪光線による反撃を受けたことで溶かされてしまう。
登場するのはミニチュアのみで、輸送シーンでは実物の203mmりゅう弾砲M2が、一部の発砲シーンでは105mmりゅう弾砲M2A1が、陸上自衛隊の協力で撮影に使用されている。
ミニチュアは金属製で、発火時に砲身が後退するギミックを備えていた。このミニチュアは、1990年代時点で東宝の倉庫に保管されているのが確認されていた。

### ゲーム
『千年帝国の興亡』
アメリカの野砲として登場。
『R.U.S.E.』
アメリカの榴弾砲として登場。